# Хичка
Хичка — річка в Україні, у Яремчанській міській раді Івано-Франківської області, ліва притока  Прутця Чемигівського (басейн Дунаю).

## Опис
Довжина річки приблизно 5 км. Формується з багатьох безіменних струмків.

## Розташування
Бере початок на північно-східних схилах гори Чорний Погар. Тече переважно на північний схід і на південно-східній околиці Микуличина впадає у річку Прутець Чемигівський, праву притоку Пруту.